# Jeannette Gros
Pour les articles homonymes, voir Gros.
Jeannette Gros, née le 11 février 1943 à Boujailles (Doubs), est une professeure et agricultrice française. Elle est connue pour sa fonction de présidente de la Mutualité sociale agricole, de 1997 à 2005, et pour ses actions en faveur de l'amélioration de la place des femmes dans l'agriculture française. 

## Biographie

### Jeunesse et débuts professionnels
Jeannette Gros naît le 11 février 1943 à Boujailles dans le Doubs. Elle est la plus jeune des quatre filles de sa fratrie. Sa mère, née en 1900, dirige une exploitation agricole. Son père, né en 1895, est enrôlé dans l'armée lors de la Première Guerre mondiale et revient du front avec des séquelles. 
Dans sa jeunesse, elle suit des études de littérature et de philosophie, tout en aidant ses parents à la ferme. Jeannette Gros adhère à la Jeunesse étudiante chrétienne et s'engage également dans le mouvement Chrétien en milieu rural. Après avoir terminé ses études, elle devient professeure de français dans un lycée privé de Besançon. 
En 1967, elle décide cependant de revenir travailler dans la ferme familiale, un élevage de vaches laitières ; ses parents sont réticents mais finissent par accepter. En effet, ils avancent en âge et ne parviennent pas à trouver de repreneur,.

### Parcours militant
Jeannette Gros intègre le Centre départemental des jeunes agriculteurs (CDJA) puis rejoint la section féminine de la FDSEA. 
Son premier engagement est en faveur de l'établissement d'écoles maternelles dans les zones rurales. Alors qu'elle donne naissance à son premier enfant, en 1966, elle constate qu'aucune solution de garde n'existe et que ce sont le plus souvent les agricultrices qui se chargent d'élever les enfants à la maison, mettant entre parenthèses leur carrière professionnelle. Selon elle, les pouvoirs publics accordent alors peu d'importance à l'éducation en zone rurale, considérant que « les enfants n'avaient pas besoin d’aller à la maternelle » parce qu'ils ont « assez à s’occuper [...] avec toute cette nature autour d’eux ». Finalement, sa fille, née en 1972, bénéficie de son action. Elle déplore toutefois le manque, encore en 2024, de solutions de garde en milieu rural. 
Elle cherche également à donner un statut aux femmes d'agriculteurs, qui jusqu'en 1980 sont considérées comme « sans emploi » lorsqu'elles travaillent dans une exploitation agricole aux côtés de leur conjoint. En 1980, un statut leur est attribué ; elles peuvent devenir coexploitantes. Jeannette Gros devient exploitante en Groupement agricole d'exploitation en commun (GAEC).
Elle prend conscience de la faiblesse des retraites des agricultrices et conjointes d'agriculteurs, qui subissent un système inégalitaire et sont défavorisées par leur statut. Elle participe à la lutte pour l'augmentation des retraites des agricultrices, ce qui implique un changement de la législation.

### Présidence de la Mutualité sociale agricole
En 1989, Jeannette Gros devient présidente du conseil d'administration de la Mutualité sociale agricole — organisme de protection sociale unique des personnels agricoles — dans le département du Doubs, puis vice-présidente de la mutuelle à l'échelle régionale en 1994. Le 30 décembre 1997, à l'âge de 54 ans, Jeannette Gros est élue présidente nationale de la Caisse centrale de mutualité sociale agricole. Elle succède à Claude Amis, démissionnaire après que des affaires de malversations ont été révélées à la MSA par la Cour des comptes,. 
Peu après son arrivée en poste, elle est questionnée sur ces malversations, et assure, à propos d'éventuelles conséquences sur les bénéficiaires et cotisants, que cela n'aura « aucune conséquence sur les adhérents ». Elle affirme que seule la caisse centrale est concernée par les irrégularités financières et que cela ne touche pas les caisses départementales. 
Elle est réélue en 2000. En 2001, elle prend la tête de la Confédération nationale de la mutualité, de la coopération et du crédit agricole (CNMCCA), « lieu de partage de connaissances, d'échanges et de réflexion [...] pour mieux comprendre et suivre les évolutions de l'agriculture française ». Le 19 mai 2005, Gérard Pelhate, lui aussi exploitant agricole, lui succède à ce poste.

### Hommages
En février 2024, elle apparaît dans le documentaire Femmes de la terre, réalise par Édouard Bergeon et diffusé sur France Télévisions.

## Vie privée
Jeannette Gros a quatre enfants, deux garçons et deux filles. Veuve, elle se marie en 1978 avec Alain Gros, qui décide d'adopter ses enfants. En 1996, son fils Emmanuel meurt à l'âge de 30 ans, ce qui constitue une épreuve pour la famille. Alain Gros décède en juin 2023. 

## Publications
- La protection sociale à cœur ouvert : Manifeste pour une approche solidaire du développement social et économique, Le Cherche midi, 2004
- « Responsable nationale, femme et agricultrice », Pour, vol. 196-197, nos 1-2,‎ 2008, p. 279-284 (lire en ligne).